# اتحادیه ناشران و کتابفروشان تهران
اتحادیه ناشران و کتابفروشان تهران یکی از نهادهای صنفی در شهر تهران است که هدفش تنظیم فعالیت ناشران و کتابفروشان در این شهر و نظارت بر آنها است. این اتحادیه طبق قانون نظام صنفی، فعالیتش را با هدف حفظ و حمایت از حقوق صنفی و انجام، ایجاد و تحکیم اصول همکاری بین افراد صنف، بهبود وضع پیشه و خدمات در ارتباط با رفاه مصرف‌کنندگان و تسهیل روابط افراد صنفی با مؤسسات دولتی، خصوصی و اتحادیه‌ای شروع کرد. تمام افراد حقیقی و حقوقی که در حوزه صنعت نشر یا کتابفروشی فعال هستند می‌توانند در اتحادیه عضو شوند. هم‌اکنون تعداد اعضای آن بیش از ۱۲۰۰ است.

## پیشینه
ایجاد نهادهای غیررسمی در ایران در حوزه نشر و کتاب به دوران ناصرالدین شاه قاجار بازمی‌گردد. صنف ناشران و کتابفروشان در این عصر، در دو مکان متمرکز بوده‌است:
- تیمچهٔ سرپوشیدهٔ حاجب‌الدوله معروف به تیمچهٔ کتابفروش‌ها که بعداً به خیابان ناصریه (ناصرخسرو فعلی) انتقال یافت
- بازار بین‌الحرمین (بازار حلبی‌سازها)

ناشران ایرانی همچنین انجمنی با نام انجمن ناشران و کتابفروشان نیز تشکیل دادند که منتشرکنندهٔ نشریهٔ کتاب‌های ماه بود. کتابفروشان تهران در سال ۱۳۲۵ اقدام به پایه‌گذاری اتحادیهٔ صنفی کردند. در سال ۱۳۳۷، اتحادیهٔ ناشران و کتابفروشان تهران به ریاست نصرالله سُبوحی (کتابفروشی مرکزی) و معاونت محمدعلی ترقّی (کتابفروشی خیام) فعالیتش را شروع کرد. از مهم‌ترین اقدامات اتحادیه در دورهٔ اول، گرفتن معافیت مالیاتی برای ناشران و کتابفروشان بود. اتحادیه همچنین مجلهٔ آشنایی با کتاب را منتشر می‌کرد و شرکت تعاونی ناشران و کتابفروشان هم با همت کاظم سعیدی تشکیل شد. بعد از انقلاب، علی محمدی اردهالی به‌مدت سه سال ریاست اتحادیه را عهده‌دار شد. در سال‌های ۱۳۶۱ تا ۱۳۷۱، اتحادیه فعالیت چندانی نداشت.
ساختار تشکیلاتی اتحادیه در انتخابات دورهٔ هشتم (۱۳۷۱) به‌کلی تغییر کرد و امور اجرایی آن طبق برنامهٔ مصوب هیئت مدیره شکل گرفت. از مهم‌ترین برنامه‌های هیئت مدیره در دورهٔ نهم می‌توان به طرح آمارگیری از اعضا، انتشار خبرنامه، ارتباط ادواری با اعضای صنف، رفع ممنوعیت عضویت برخی ناشران، تشکیل کمیسیون‌های تخصصی و ارائهٔ گزارش سالانه به اعضا اشاره کرد. کمیسیون‌های تخصصی این دوره عبارت بود از:
- کمیسیون روابط عمومی و تبلیغات (منتشرکنندهٔ نشریهٔ ماهانهٔ گزارش کتاب)
- کمیسیون آموزش
- کمیسیون رفاه
- کمیسیون حل اختلاف
- کمیسیون ارشاد
- کمیسیون بیمه و شهرداری

انتخابات دورهٔ دهم در مرداد ۱۳۸۰ با مشارکت ۲۲۶ ناشر و کتابفروش انجام شد و در همین سال، اتحادیه نخستین کتاب خود را با عنوان گام‌های اصلی در نشر کتاب انتشار داد.

## چالش‌ها
ناشران در ایران فاقد اتحادیهٔ کشوری هستند و تشکیل اتحادیهٔ کشوری از دغدغه‌های ناشران است؛ بنابراین، اتحادیه ناشران تهران بزرگترین و فراگیرترین نهاد صنفی در بین سایر تشکل‌های نشر ایران است. تنها قم و تهران دارای اتحادیه استانی هستند و سایر شهرستان‌ها فقط تعاونی‌های نشر دارند. در همین دو شهر هم محدودیت‌های جغرافیایی وجود دارد و مثلاً اگر کسی خواستار تأسیس دفتر نشر از پل چمران به بالا باشد، با مشکلات جدی رو به رو است و نیازمند مراجعه به اتحادیه‌ای در شهرستان شمیرانات است.
کتاب‌سازی‌ها، انتشار فایل‌های کتاب‌های ناشران در کانال‌های تلگرامی و اینستاگرامی، خرید و فروش غیرقانونی فایل‌های پی‌دی‌اف در سایت‌های اینترنتی و نمایشگاه‌های دارای تخفیف کاذب در متروها، مراکز خرید و دانشگاه‌ها از دیگر چالش‌های پیش روی این اتحادیه است.